# Antim Nica
Antim Nica (născut Alexandru Nica; 24 februarie 1908 - 1 mai 1994) a fost un cleric ortodox român, care a avut rangul de superior al „Misiunii Ortodoxe Românești” din Transnistria, cu sediul la Odesa (1943–1944), de episcop-vicar patriarhal (1950–1973) și apoi pe cel de episcop al Dunării de Jos (1973–1994).

## Distincții
- Ordinul „Steaua Republicii Populare Romîne” clasa a III-a (30 decembrie 1957) „cu ocazia celei de a zecea aniversări a proclamării Republicii Populare Romîne și pentru merite deosebite în îndeplinirea sarcinilor date de Partidul Muncitoresc Romîn, pentru merite deosebite pe tărîmul construcției de stat, economice, sociale, culturale și obștești”[1]